# Rosie en Jim
Rosie en Jim (soms geschreven als Rosie & Jim) is een Britse kinderserie dat geproduceerd werd door Ragdoll Productions en uitgezonden op ITV van 3 september 1990 tot en met 10 maart 2000 en op PBS van 5 september 1992 tot 31 maart 2001. Het programma werd herhaald op CITV tot augustus 2004.

## Verhaal
Rosie en Jim zijn twee lappenpoppen die aan boord leven van een Narrowboat genaamd de Ragdoll, die uit Birmingham komt. Daar zitten ze met een concertina op schoot en komen tot leven als niemand in de buurt is. Wanneer Duck die boven op de boot zit begint te kwaken dan weten Rosie en Jim dat de kust veilig is. Ze leren dingen te ervaren door de eigenaar van de Ragdoll te volgen tijdens zijn of haar avonturen en stiekem mee te doen. Meestal veroorzaken ze problemen, maar ze worden nooit ontdekt omdat niemand ze ooit ziet. 

## Personages
Rosie (Rebecca Nagan) is de vrouwelijke Ragdoll. In hun avonturen draagt ze een tas waarop haar naam staat geschreven. Ze draagt een gele jurk en heeft lang ruig zwart haar. Haar huidskleur veranderde in de loop van de serie van wit naar zwart.
Jim (Robin Stevens) is de mannelijke Ragdoll. In hun avonturen is hij te zien met een notitieboek, waarin hij soms dingen tekent die hij heeft gezien. Hij heeft kort rood haar en draagt een bruin jasje met een rode sjaal. De schaduw van zijn huid veranderd in de reeks.
Duck zit boven op de boot van de Ragdoll en kan kwetterend worden gehoord als er geen mensen in de buurt zijn, zodat Rosie als Jim weten dat de kust veilig is. Tijdens vele afleveringen kan Rosie of Jim de eend zien kussen. 
Narrowboat-eigenaren
Het huis van Rosie en Jim is de Ragdoll, een prachtige rondvaartboot. Gedurende de serie werd de boot overgenomen door drie eigenaren. Elk eigenaar speelt een andere rol en hebben ook een ander beroep.